# National Galleries of Scotland
De National Galleries of Scotland is het samenwerkingsverband van de vijf nationale musea in Edinburgh, Schotland.

## Lijst van de nationale musea in Schotland
- Scottish National Gallery
- Royal Scottish Academy

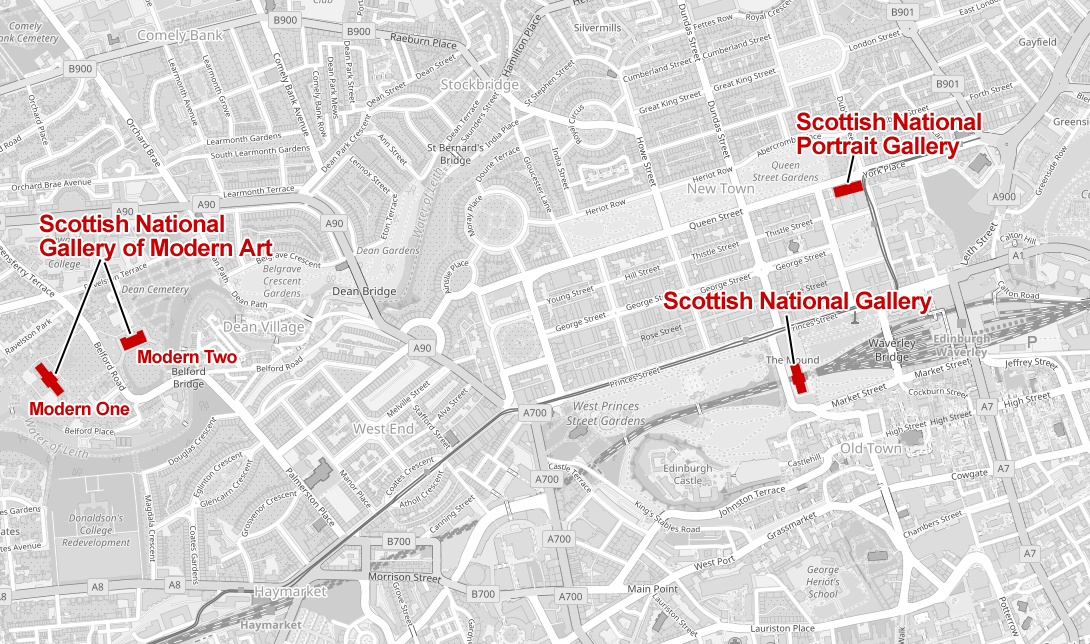
Locatie van de drie National Galleries

- Scottish National Portrait Gallery
- Scottish National Gallery of Modern Art
  - Modern One
  - Modern Two (voorheen Dean Gallery)

De Scottish National Gallery of Modern Art en Dean Gallery zijn in 2011 onder de namen Modern One en Modern Two samengevoegd tot één Scottish National Gallery of Modern Art. In 2012 werd de naam van de National Gallery of Scotland veranderd in het huidige Scottish National Gallery om het onderscheid met de overkoepelende organisatie duidelijker te maken.